# Хърлъу
Хърлъу е град в Румъния в окръг Яш, който се намира в историческата област Молдова. Има население 11 271 души (2004).

## География
Хърлъу се намира в долината на река Бахлуй, на 70 км от Яш.

## История
Селището се споменава за първи път в документ на латински от 1384 г. Тук е лятната резиденция на Стефан Велики, като през 1486 г. той си построява дворец. По-късно той става резиденция на княз Петру Рареш. През 1624 г. княз Раду Михня издига дворец в италиански стил.

## Културни и природни забележителности
- Църквата „Св. Георги“, построена през 1492 от Стефан Велики. Има стенописи от времето на княз Петру Рареш (1530).
- Църквата „Св. Димитър“, построена през 1540 от Петру Рареш. Архитектурата ѝ наподобява тази на църквата „Св. Георги“.

## Личности
- Николае Полизу, пилот (1904 – 1943)